# Zámoly
Zámoly is een plaats (község) en gemeente in het Hongaarse comitaat Fejér. Zámoly telde 2234 inwoners in 2001.